# Giacomo Rho
Giacomo Rho (Milano, 1593 – Pechino, 27 aprile 1638) è stato un gesuita italiano, che servì come missionario e astronomo alla corte imperiale di Pechino.
Figlio di un avvocato, divenne un gesuita all'età di 20 anni. Anche se in seguito si rivelò brillante in matematica, all'inizio fu uno studente mediocre.

## Biografia
Dopo essere stato ordinato a Roma dal cardinale Roberto Bellarmino, nel 1617 s'imbarcò per le missioni in Estremo Oriente insieme a 44 confratelli. Dopo un breve soggiorno a Goa si trasferì a Macao. Qui ricevette la sua preparazione finale per la sua missione in Cina da parte del Collegio universitario gesuita di San Paolo. Trovandosi a Macao quando gli Olandesi tentarono di occupare la colonia portoghese nel 1622, insegnò agli abitanti il miglior uso dell'artiglieria, contribuendo a salvare la città. Questi servigi gli aprirono quindi le porte della Cina.
Rho imparò rapidamente la lingua cinese e nel 1631 l'imperatore Chongzhen lo convocò a Pechino per lavorare alla riforma del calendario cinese. Insieme al gesuita tedesco Johann Adam Schall von Bell si dedicò assiduamente a questo compito fino alla sua morte sette anni dopo, nel 1638. Numerosi funzionari cinesi parteciparono alle sue esequie nel cimitero dei Gesuiti Zhalan a Pechino.
Rho lasciò una serie di opere sulla riforma del calendario cinese e su varie questioni astronomiche e teologiche.